# Маркс, Ия Михайловна
И́я Миха́йловна Маркс (11 сентября 1897 — 9 ноября 1988) — советская актриса.

## Биография
Ия Маркс родилась 11 сентября 1897 года в семье Михаила Станиславовича Маркса, выходца из польских дворян, тифлисского уроженца. Родители её отца, Станислав Иосифович Маркс и Василиса Маркс (урождённая Васса Петровна Бельская) были известными актёрами юга России.
Работала с киностудиями «Украинфильм» (в 1930-е гг.), им. Горького (1960-е гг.), «Мосфильм» (1960—1970-е гг.), «Ленфильм» (1970-е гг.). Играла в небольших и эпизодических ролях, требующих характерного воплощения.
Похоронена на Ваганьковском кладбище.

## Фильмография
| Год  |   | Название                             | Роль                      |
| ---- | - | ------------------------------------ | ------------------------- |
| 1930 | ф | Жизнь в руках (Проклятое наследство) | Имя персонажа не указано  |
| 1931 | ф | Итальянка                            | Имя персонажа не указано  |
| 1931 | ф | Корешки коммуны                      | Имя персонажа не указано  |
| 1931 | ф | Пламя гор                            | Имя персонажа не указано  |
| 1933 | ф | Роман межгорья                       | Имя персонажа не указано  |
| 1962 | ф | Когда деревья были большими          | старушка-соседка          |
| 1962 | ф | Конец света                          | бабушка Акулина           |
| 1964 | ф | Зачарованная Десна                   | Имя персонажа не указано  |
| 1964 | ф | Ко мне, Мухтар!                      | бабка Феди                |
| 1964 | ф | Непрошенная любовь                   | Имя персонажа не указано  |
| 1964 | ф | Председатель                         | «Ведьма» Ивановна         |
| 1965 | ф | Двадцать лет спустя                  | бабуля                    |
| 1966 | ф | Заблудший                            | Климовна                  |
| 1966 | ф | По тонкому льду                      | посетительница            |
| 1966 | ф | Скверный анекдот                     | приживалка                |
| 1967 | ф | Зареченские женихи                   | Мавра Кузминична          |
| 1967 | ф | Незабываемое                         | вербовщица                |
| 1969 | ф | Ночной звонок                        | соседка                   |
| 1969 | ф | Свои                                 | архивариус                |
| 1972 | ф | Меченый атом                         | бабуся, соседка Притыкина |
| 1972 | ф | Лесная баллада                       | бабушка                   |
| 1973 | ф | Ни слова о футболе                   | Имя персонажа не указано  |
| 1973 | ф | Прикосновение                        | Имя персонажа не указано  |
| 1973 | ф | Старые стены                         | Имя персонажа не указано  |
| 1974 | ф | Закрытие сезона                      | бабушка «Архимеда»        |
| 1974 | ф | Фронт без флангов                    | Имя персонажа не указано  |
| 1977 | ф | Фронт за линией фронта               | Имя персонажа не указано  |
| 1982 | ф | Мать Мария                           | Имя персонажа не указано  |